# Pedro Juan Gutiérrez
Pedro Juan Gutiérrez (Matanzas, 27 de gener de 1950) és un escriptor cubà.
El 1998 va publicar la seva "Trilogia sucia de l'Havana", amb la qual va atreure l'atenció de la premsa i del públic. Fins aleshores havia estat, durant vint-i-sis anys, periodista. Entre 1998 i 2003 va publicar els cinc llibres del "Ciclo de Centro Habana": 
- Trilogía sucia de La Habana (1998)
- El Rey de La Habana (1999)
- Animal tropical (2000)
- El insaciable hombre araña (2002)
- Carne de perro (2003)

Ha escrit llibres de poesia (Espléndidos peces plateados, La realidad rugiendo, Fuego contra los herejes, Yo y una lujuriosa negra vieja i Lulú la perdida y otros poemas de John Snake), una novel·la policial (Nuestro GG en La Habana) i una altra, El nido de la serpiente: Memorias del hijo del heladero, sobre la joventut del personatge del "Ciclo de Centro Habana" i àlter ego seu. La darrera obra ha estat Corazón mestizo, un llibre de viatges sobre el seu país.
Dos dels seus llibres han obtingut reconeixements rellevants: Animal tropical (Premi Alfonso García-Ramos de Novel·la 2000 a Espanya), i Carne de perro (Premi Narrativa Sur del Mundo 2003, a Itàlia).
Gutiérrez segueix vivint a Centro Habana, on pinta i escriu els seus llibres. La seva obra intenta ser una denúncia social que inclou les misèries de la seva ciutat i del seu país, que acompanya amb una gran dosi d'imatges escatològiques que permeten classificar la seva obra dins l'anomenat realisme brut.